# Keurisi Meunasah Raya
Keurisi Meunasah Raya is een bestuurslaag in het regentschap Pidie Jaya van de provincie Atjeh, Indonesië. Keurisi Meunasah Raya telt 465 inwoners (volkstelling 2010).